# چبینی (استان لهستان بزرگ)
چبیئن، وئیودشیپ مجارستان بزرگتر (به لاتین: Trzebień, Greater Poland Voivodeship) یک سکونتگاه مسکونی در لهستان است که در Gmina Łęka Opatowska واقع شده‌است.